# Patinatge de velocitat als Jocs Olímpics d'hivern de 2006 - Persecució per equips femenina
Als Jocs Olímpics d'Hivern de 2006 celebrats a la ciutat de Torí (Itàlia) es disputà una prova de persecució per equips de patinatge de velocitat sobre gel en categoria femenina sobre una distància de 2.400 metres que formà part del programa oficial dels Jocs.
La prova es disputà entre els dies 15 i 16 de febrer de 2006 a les instal·lacions de l'Oval Lingotto de la ciutat de Torí. Hi participaren un total de 35 patinadores de velocitat de 8 comitès nacionals diferents.

## Resum de medalles
| Or | Argent                                                                                      | Bronze |
| AlemanyaDaniela Anschütz-Thoms · Anni Friesinger · Lucille Opitz* · Claudia Pechstein · Sabine Völker* | CanadàKristina Groves · Clara Hughes · Cindy Klassen* · Christine Nesbitt · Shannon Rempel* | RússiaYekaterina Abramova · Varvara Barysheva* · Galina Likhachova* · Yekaterina Lobysheva · Svetlana Vysokova |

* Les patinadores marcades amb un asterisc no participaren en la final, però foren guardonats igualment amb medalles.

## Resultats

### Fase preliminar
| Pos. | CON             | Temps   | Patinadores             | Patinadores       | Patinadores       |
| ---- | --------------- | ------- | ----------------------- | ----------------- | ----------------- |
| 1    | Rússia          | 3:03.19 | Yekaterina Abramova     | Varvara Barysheva | Svetlana Vysokova |
| 2    | Noruega         | 3:06.34 | Annette Bjelkevik       | Hedvig Bjelkevik  | Maren Haugli      |
| 3    | Canadà          | 3:06.45 | Kristina Groves         | Clara Hughes      | Shannon Rempel    |
| 4    | Països Baixos   | 3:06.67 | Renate Groenewold       | Moniek Kleinsman  | Gretha Smit       |
| 5    | Alemanya        | 3:07.07 | Daniela Anschuetz Thoms | Lucille Opitz     | Sabine Voelker    |
| 6    | Estats Units    | 3:07.83 | Margaret Crowley        | Maria Lamb        | Amy Sannes        |
| 7    | Japó            | 3:08.34 | Nami Nemoto             | Hiromi Otsu       | Maki Tabata       |
| 8    | R.P. de la Xina | 3:18.24 | Jia Ji                  | Fei Wang          | Xiaolei Zhang     |

### Quarts de final
| Pos.            | CON          | Temps                   | Patinadores          | Patinadores          | Patinadores |
| --------------- | ------------ | ----------------------- | -------------------- | -------------------- | ----------- |
| Canadà          | 3:01.24      | Kristina Groves         | Cindy Klassen        | Christine Nesbitt    |             |
| Estats Units    | 3:04.59      | Maria Lamb              | Catherine Raney      | Jennifer Rodriguez   |             |
|                 |              |                         |                      |                      |             |
| Japó            | Ultrapassar  | Eriko Ishino            | Hiromi Otsu          | Maki Tabata          |             |
| Noruega         | Ultrapassado | Annette Bjelkevik       | Hedvig Bjelkevik     | Maren Haugli         |             |
|                 |              |                         |                      |                      |             |
| Alemanya        | 3:01.52      | Daniela Anschuetz Thoms | Anni Friesinger      | Claudia Pechstein    |             |
| Països Baixos   | 3:03.65      | Renate Groenewold       | Paulien van Deutekom | Wust Ireen           |             |
|                 |              |                         |                      |                      |             |
| Rússia          | 3:05.93      | Yekaterina Abramova     | Galina Likhachova    | Yekaterina Lobysheva |             |
| R.P. de la Xina | 3:08.29      | Jia Ji                  | Fei Wang             | Xiaolei Zhang        |             |

### Semifinals
| Pos.     | CON     | Temps                   | Patinadores       | Patinadores       | Patinadores |
| -------- | ------- | ----------------------- | ----------------- | ----------------- | ----------- |
| Canadà   | 3:02.13 | Kristina Groves         | Clara Hughes      | Cindy Klassen     |             |
| Japó     | 3:05.95 | Eriko Ishino            | Nami Nemoto       | Maki Tabata       |             |
|          |         |                         |                   |                   |             |
| Alemanya | 3:02.72 | Daniela Anschuetz Thoms | Anni Friesinger   | Claudia Pechstein |             |
| Rússia   | 3:07.42 | Varvara Barysheva       | Galina Likhachova | Svetlana Vysokova |             |

### Finals
| Pos.    | CON             | Temps   | Patinadores            | Patinadores          | Patinadores       |         |
| Final A | Final A         | Final A | Final A                | Final A              | Final A           | Final A |
| ------- | --------------- | ------- | ---------------------- | -------------------- | ----------------- | ------- |
| 1       | Alemanya        | 3:01.25 | Daniela Anschütz-Thoms | Anni Friesinger      | Claudia Pechstein |         |
| 2       | Canadà          | +1.66   | Kristina Groves        | Clara Hughes         | Christine Nesbitt |         |
| Final B |                 |         |                        |                      |                   |         |
| 3       | Rússia          | doblat  | Yekaterina Abramova    | Yekaterina Lobysheva | Svetlana Vysokova |         |
| 4       | Japó            | -       | Eriko Ishino           | Hiromi Otsu          | Maki Tabata       |         |
| Final C |                 |         |                        |                      |                   |         |
| 5       | Estats Units    | 3:04.22 | Margaret Crowley       | Maria Lamb           | Catherine Raney   |         |
| 6       | Països Baixos   | +1.40   | Gretha Smit            | Paulien van Deutekom | Ireen Wüst        |         |
| Final D |                 |         |                        |                      |                   |         |
| 7       | Noruega         | 3:06.20 | Annette Bjelkevik      | Hedvig Bjelkevik     | Maren Haugli      |         |
| 8       | R.P. de la Xina | +0.71   | Ji Jia                 | Wang Fei             | Zhang Xiaolei     |         |